# Rahel Jaeggi
Rahel Jaeggi (Berna, 19 de julho de 1967) é uma filósofa suíça,  professora de filosofia prática e filosofia social na Universidade Humboldt de Berlim. Desenvolve pesquisas em filosofia social, filosofia política, etica, antropologia filosófica, ontologia social, e teoria crítica. 

## Biografia
Rahel Jaeggi é filha do sociólogo suíço Urs Jaeggi e da psicanalista e escritora austríaca Eva Jaeggi. Antes de trabalhar como assistente de pesquisa de Axel Honneth (1996-2001), no Instituto Filosófico da Universidade de Frankfurt e no Instituto de Pesquisa Social, Jaeggi estudou na Universidade Livre de Berlim (1990 - 1996). Ela completou seus estudos apresentando uma tese sobre a filosofia política de Hannah Arendt. Em 1999 foi pesquisadora visitante na New School for Social Research, em Nova York. Escreveu sua tese de doutorado sobre o conceito de alienação (Freiheit und Indifferenz – Versuch einer Rekonstruktion des Entfremdungsbegriffs; em português, Liberdade e Indiferença - Uma Tentativa de Reconstruir o Conceito de Alienação) em 2002. Ocupou postos de ensino e de pesquisa na Universidade Yale, na New School e na Universidade de Frankfurt. 
Escreveu sua tese de habilitação sobre o tema Crítica das Formas de Vida, na Universidade de Frankfurt. É catedrática de filosofia prática e filosofia social na Universidade Humboldt de Berlim, desde 2009.

## Alguns trabalhos disponíveis em  português

### Livros
- Capitalismo em debate: uma conversa na teoria crítica. Nancy Fraser e Rahel Jaeggi. São Paulo: Boitempo, 2020.

### Artigos
- O que há (se de fato há algo) de errado com o capitalismo? Três vieses de crítica do capitalismo. Cadernos de Filosofia Alemã, v. 20, n. 2, jul-dez 2015.
- Repensando a ideologia. Civitas - Revista de Ciências Sociais, v. 8, n. 1, 2008.